# 索迪爾斯費爾韋爾斯蒂奇斯泰申
索迪爾斯費爾韋爾斯蒂奇斯泰申（英語：Soldier's Farewell Stage Station）是位於美國新墨西哥州格蘭特縣的鬼鎮。

## 地理
索迪爾斯費爾韋爾斯蒂奇斯泰申所處的海拔為高於海平面1568米（即5144英呎），而該地所採用的時區為UTC-7，即北美山地时区（MST）。同時該地設有夏令時間，為UTC-7調快一小時，即UTC-6（MDT）。